# Phaonia monochaeta
Phaonia monochaeta este o specie de muște din genul Phaonia, familia Muscidae, descrisă de John Otterbein Snyder în anul 1957. Conform Catalogue of Life specia Phaonia monochaeta nu are subspecii cunoscute.